# كين نوفاك
كين نوفاك (بالإنجليزية: Ken Novak)‏ هو لاعب كرة قدم أمريكية أمريكي، ولد في 3 يوليو 1954 في ويلوويك في الولايات المتحدة.

## وصلات خارجية
- كين نوفاك على موقع مرجع كرة القدم المحترفة.كوم (الإنجليزية)